# Resolutie 409 Veiligheidsraad Verenigde Naties
Resolutie 409 van de Veiligheidsraad van de Verenigde Naties werd unaniem zonder stemming aangenomen op 27 mei 1977.

## Achtergrond
Nadat een minderheidsregime de onafhankelijkheid uitriep in Zuid-Rhodesië, werd het regime in het land door de Verenigde Naties in resolutie 217 illegaal verklaard. Ook werden er in resolutie 253 sancties uitgevaardigd.

## Inhoud
De Veiligheidsraad:
- Herbevestigt de resoluties 216, 217, 221, 232, 253, 277 en 388.
- Herbevestigt dat de maatregelen in deze resoluties en de maatregelen van lidstaten genomen in navolging van deze resoluties van kracht blijven.
- Houdt rekening met de aanbevelingen van het comité opgericht in resolutie 253 in diens rapport over de uitbreiding van de sancties.
- Bevestigt nogmaals dat de huidige situatie in Zuid-Rhodesië een bedreiging vormt voor de internationale vrede en veiligheid.
- Handelend onder hoofdstuk VII van het Handvest van de Verenigde Naties:

1. Besluit dat alle lidstaten het gebruik of de verplaatsing van fondsen binnen hun grondgebied door het illegale regime in Zuid-Rhodesië moeten verbieden.
2. Dringt er bij niet-lidstaten op aan in overeenstemming met deze resolutie te handelen.
3. Besluit om tegen 11 november te vergaderen over verdere maatregelen en vraagt het comité intussen verder maatregelen te bestuderen.

## Verwante resoluties
- Resolutie 403 Veiligheidsraad Verenigde Naties
- Resolutie 406 Veiligheidsraad Verenigde Naties
- Resolutie 411 Veiligheidsraad Verenigde Naties
- Resolutie 415 Veiligheidsraad Verenigde Naties

Lijst ·  403 ·  404 ·  405 ·  406 ·  407 ·  408 ·  409 ·  410 ·  411 ·  412 ·  413 ·  414 ·  415 ·  416 ·  417 ·  418 ·  419 ·  420 ·  421 ·  422